# Enophrys lucasi
Enophrys lucasi är en fiskart som först beskrevs av Jordan och Gilbert, 1898.  Enophrys lucasi ingår i släktet Enophrys och familjen simpor. Inga underarter finns listade i Catalogue of Life.